# Prawo konsularne (2015)
Ustawa z dnia 25 czerwca 2015 r. Prawo konsularne – polska ustawa uchwalona przez Sejm RP, która określa tryb powoływania konsula Rzeczypospolitej Polskiej, zwanego dalej „konsulem”, funkcje konsularne, tryb postępowania przed konsulem, zasady pobierania opłat konsularnych oraz tryb powoływania konsula honorowego Rzeczypospolitej Polskiej i jego funkcje.

## Przebieg procesu legislacyjnego
Rzędowy projekt ustawy „Prawo konsularne” wpłynął do Sejmu 27 marca 2015 roku. 8 kwietnia tego samego roku skierowano projekt ustawy do pierwszego czytania, które odbyło się 22 kwietnia 2015 roku. Następnie projekt skierowano do prac w Komisji Spraw Zagranicznych. 23 czerwca 2015 roku przekazano sprawozdanie Komisji Spraw Zagranicznych, w którym komisja wniosła o uchwalenie projektu ustawy. Sprawozdawcą Komisji był poseł Marek Krząkała. Dzień później odbyło się drugie czytanie projektu ustawy w Sejmie, po którym przekazano ją do dalszych prac w Komisji. Tego samego dnia, poseł Marek Krząkała przedstawił Sejmowi sprawozdanie Komisji, w którym wniosła ona o odrzucenie poprawek. 25 czerwca odbyło się trzecie czytanie, po którym Sejm uchwalił ustawę „Prawo konsularne”. Głosowało 431 posłów: 430 głosowało za, 1 przeciw, 0 wstrzymało się od głosu. 29 czerwca ustawa została przekazana Marszałkowi Senatu, a dzień później, Prezydentowi. 22 lipca 2015 na posiedzeniu Senat nie wniósł poprawek. 24 lipca ustawa została przekazana Prezydentowi do podpisu. 5 sierpnia 2015 Prezydent RP podpisał ustawę.

## Budowa ustawy
Ustawa „Prawo konsularne” nie zawiera preambuły i składa się ze 153 artykułów, podzielonych na sześć działów, z których część jest podzielona na rozdziały:
- Dział I. Przepisy ogólne (art.1 – 3. 2.)
- Dział II. Konsulowie i funkcje konsularne (art. 4 – 49. 2.)
  - Rozdział 1. Urzędnicy konsularni (art. 4 – 9. 4.)
  - Rozdział 2. Konsulowie (art. 10 – 16.3)
  - Rozdział 3. Funkcje konsularne (art. 17 – 49. 2.)
- Dział III. Postępowanie przed konsulem (art. 50 – 104)
  - Rozdział 1. Przepisy ogólne (art. 50 – 57. 3.)
  - Rozdział 2. Załatwianie spraw (art. 58. 1 – 62. 2)
  - Rozdział 3. Terminy (art. 63. 1 – 65. 3)
  - Rozdział 4. Doręczenia (art. 66 – 71)
  - Rozdział 5. Wszczęcie postępowania (art. 72. 1 – 77)
  - Rozdział 6. Dowody (art. 78. 1. – 80)
  - Rozdział 7. Decyzje i postanowienia (art. 81. 1 – 87)
  - Rozdział 8. Odwołania, zażalenia i wnioski o ponowne rozpatrzenie sprawy (art. 88. 1 – 94. 4)
  - Rozdział 9. Wznowienie postępowania (art. 95 – 101. 3.)
  - Rozdział 10. Zaświadczenia
- Dział IV. Opłaty konsularne i wydatki (art. 105. 1 – 119. 3.)
- Dział V. Konsulowie honorowi (art. 120 – 137. 2.)
- Dział VI. Przepisy końcowe (art. 138 – 153)
  - Rozdział 1. Zmiany w przepisach obowiązujących (art. 138 – 149)
  - Rozdział 2. Przepisy przejściowe i końcowe (art. 150 – 153).

## Akty zmienione
Ustawa – Prawo konsularne zmieniła 12 aktów prawnych.

## Akty uchylone
Ustawa – Prawo konsularne uchyliła ustawę z dnia 13 lutego 1984 r. o funkcjach konsulów Polskiej Rzeczypospolitej Ludowej.

## Akty zmieniające
Do tej pory wydano 15 aktów prawnych, zmieniających ustawę – Prawo konsularne.